# Шауман, Фёдор Оскарович
Фёдор Оскарович Шауман (фин. Fredrik Waldemar Schauman; 10 августа 1844, Гельсингфорс — 16 сентября 1911, Гельсингфорс, Великое княжество Финляндское) — начальник Вазасской губернии, сенатор Финляндского сената, генерал-лейтенант, затем тайный советник.

## Биография
Родился 10 августа 1844 года в Гельсингфорсе, в Великом княжестве Финляндском.
С 1855 по 1862 годы обучался в Финляндском кадетском корпусе, который окончил подпоручиком, и направлен в 7-ю пехотную дивизию.
С 1866 по 1868 годы обучался в Николаевской академии Генерального штаба, по окончании которой, в 1869 году занял должность старшего адъютанта штаба Финляндского военного округа, а в 1870 году — старшего адъютанта штаба 23-й пехотной дивизии.
В 1872 году в чине подполковника состоял для поручений при штабе Харьковского военного округа, а в 1875 году в чине полковника — для особых поручений при командующем войсками Харьковского военного округа.
С 1878 по 1885 годы служил начальником штаба 7-й пехотной дивизии, а с 1885 года состоял при военном министре для докладов по делам финляндских войск. В 1886 году произведён в генерал-майоры.
В 1894 году был назначен начальником Вазасской губернии и занимал эту должность до 1898 года, когда стал членом Хозяйственного департамента Императорского Финляндского сената и начальником его милиционной экспедиции. В 1896 года произведён в генерал-лейтенанты.
Высочайшим приказом 24 февраля 1899 года переименован из генерал-лейтенантов в тайные советники с оставлением в занимаемой должности. В 1900 году вышел в отставку. 
Когда его сын, Эйген Шауман, смертельно ранил генерал-губернатора Финляндии Н. И. Бобрикова, Ф. О. Шауман был арестован, несколько месяцев находился под стражей в Петропавловской крепости в Санкт-Петербурге. После освобождения из крепости он был обвинён в Або в государственной измене и содержался в финской тюрьме до 1905 года, когда был оправдан и выпущен на свободу.

## Награды
- орден Св. Станислава 3-й ст. (5.8.1863)
- орден Св. Станислава 2-й ст. (20.7.1874)
- орден Св. Анны 2-й ст. (14.9. 1879)
- орден Св. Владимира 4-й ст. (11.9.1882)
- орден Св. Владимира 3-й ст. (11.9.1885)
- орден Св. Станислава 1-й ст. (11.9.1890)
- орден Св. Анны 1-й ст. (12.9.1894)